# Gudrun Eduards

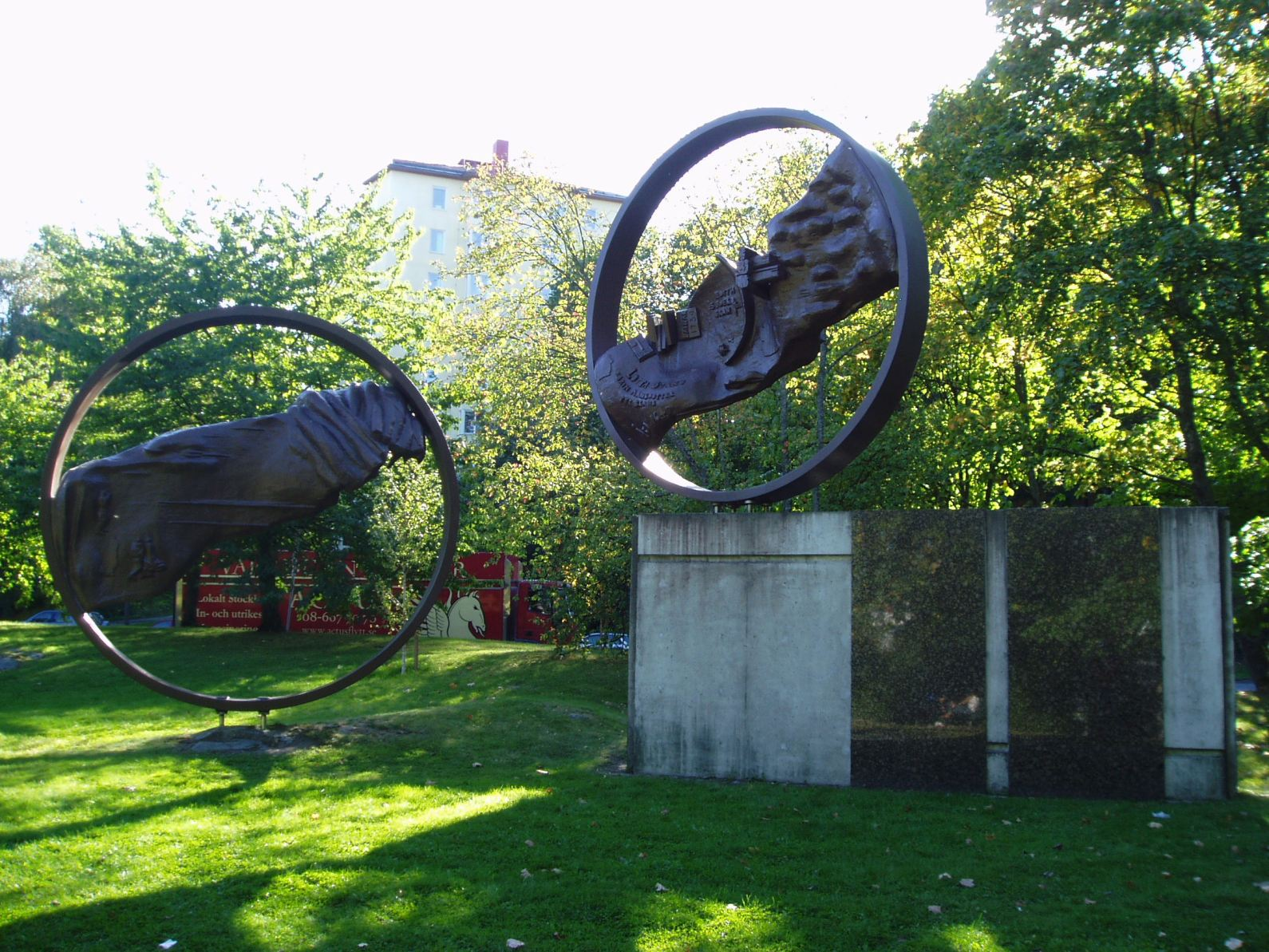
Finlandsmonumentet i Stockholm

Gudrun Elisabeth Eduards Balldin, född  6 oktober 1935 i Göteborg, död 18 februari 2022 i Långedrag, var en svensk skulptör.
Gudrun Eduards var dotter till bankdirektören Gunnar Eduards och gymnastikdirektören Ann-Margret Eduards och utbildade sig i teckning och skulptur på Slöjdföreningens skola i Göteborg 1951 och i skulptur på Los Angeles City College i Los Angeles i USA 1952–1955. Från 1955 utbildade hon sig på Accademia di Belle Arti di Brera i Milano för Marino Marini.
Gudrun Eduards var 1956–1958 bosatt i Guatemala och 1958–1964 i Mexico City, där hon studerade och arbetade på Escuela de Bellas Artes åren 1960–1963. Efter återkomst till Sverige 1964, hade hon en utställning på Lunds konsthall. Hon studerade 1966–1974 på Göteborgs universitet, där hon tog en fil.kand.-examen 1974.
Gudrun Eduards Balldin är begravd på Stampens kyrkogård i Göteborg.

## Offentliga verk i urval
- Christo Morto (Kristus död), brons, 1961, fasaden till Sagrada Familia-kyrkan, i Mexico City
- Det stora hoppet, brons, utförd 1963, i GöteborgsOperan i Göteborg
- Fribrottarna, brons, 1969, Kosmosgatan i Bergsjön i Göteborg
- Figurer i vind, betong och metallduk, 1971, Kanelgatan 10 i Gårdsten i Göteborg
- Skridskoseglaren, färgad betong, Gårdsten i Göteborg
- Komposition, polykrom aluminium, Gårdsten i Göteborg
- Koalor, brons, Solstrålegatans Daghem i Göteborg
- Simon från Cyrene, brons, 1984, Angeredsgymnasiet, Angered i Göteborg
- Finlandsmonumentet, gjutjärn, granit och betong, 1984–1986, Tegeluddsvägen, Värtahamnen i Stockholm
- Middag vid Pyramiderna, balsaträ och akrylfärg, 1990–1991, Nordostpassagen 6 i Göteborg
- Valvbåge, polykrom aluminium, 1993, Soterusgatan i Kyrkbyn i Göteborg